# گمینا چرمین (استان پودکارپاتسکیه)
گمینا چرمین (استان پودکارپاتسکیه) (به لهستانی:  Gmina Czermin) یک گمینا در لهستان است که در شهرستان میلتس واقع شده‌است. گمینا چرمین ۸۰٫۳۲ کیلومتر مربع مساحت و ۶٬۷۲۱ نفر جمعیت دارد.